# Moussa Fofana
Moussa Fofana (ur. 31 lipca 1992) – burkiński piłkarz grający na pozycji bramkarza. Jest zawodnikiem klubu Rail Club du Kadiogo.

## Kariera klubowa
Fofana jest zawodnikiem klubu Rail Club du Kadiogo.

## Kariera reprezentacyjna
W 2015 roku Fofana został powołany do reprezentacji Burkiny Faso na Puchar Narodów Afryki 2015. Był na nim rezerwowym i nie rozegrał żadnego meczu.